# 坎塔卢帕
坎塔卢帕（意大利语：Cantalupa），是意大利北部皮埃蒙特大区都灵省的一个市镇。总面积11.1平方公里，总人口2588，人口密度233.2人/平方公里（2010年12月31日）。